# Днепроспецсталь
Электрометаллургический завод «Днепроспецсталь» им. А. Н. Кузьмина (укр. Електрометалургійний завод «Дніпроспецсталь» ім. А. М. Кузьміна) — предприятие по выпуску специальных сталей в Заводском районе города Запорожье (одно из градообразующих предприятий).

## История

### 1932—1991
Строительство предприятия было начато в 1929 году, в октябре 1932 года завод инструментальных сталей начал работу в качестве структурного подразделения Днепровского промышленного комбината.
Первым директором завода, руководившим им вплоть до начала 60-х годов, был Александр Трегубенко, металлург, лауреат Ленинской премии. В его честь названа одна из улиц Запорожья.
В 1939 году завод был преобразован в самостоятельное предприятие.
После начала Великой Отечественной войны завод был переориентирован на выпуск продукции военного назначения. В дальнейшем, в связи с приближением к городу линии фронта завод вместе с персоналом был эвакуирован в Новокузнецк, где на его базе создали новое предприятие «Спецсталь» (электросталеплавильный цех НМК), в военные годы обеспечивающее промышленность легированной сталью.
Восстановление завода в Запорожье началось в 1943 году, после освобождения города, в 1948 году завод провёл первую послевоенную плавку.
Завод имел всесоюзное значение и находился в ведении Министерства чёрной металлургии СССР,
главным заказчиком завода были предприятия военно-промышленного комплекса СССР. Сталь, изготовленная на заводе, использовалась для производства деталей танков, подводных лодок, кораблей, самолётов, деталей космических кораблей «Союз», «Восток» и челнока «Буран».
В 1954 году заводу было присвоено имя А. Н. Кузьмина — министра чёрной металлургии СССР, одного из первых директоров Запорожстали.
В 1958 году в электрометаллургическом цехе «Днепроспецстали» впервые в мире была апробирована технология электрошлакового переплава, а в 1959 году завод освоил переплав стали и сплавов в вакуумных дуговых печах.
В дальнейшем, на заводе впервые в мире были освоены обработка жидкого металла в сталеразливочном ковше синтетическими шлаками и внепечное вакуумирование жидкой стали.
5 февраля 1965 на заводе был введён в строй новый калибровочный цех.
12 ноября 1966 на заводе были введены в эксплуатацию три новые электропечи для производства сверхчистой стали. Также, в 1966 году завод был награждён орденом Трудового Красного Знамени.
15 января 1967 на заводе была введена в эксплуатацию первая в СССР электронно-лучевая вакуумная сталеплавильная печь.
В 1972 году предприятие отмечено Юбилейным почётным знаком в честь 50-летия образования СССР, в 1975-м — Почётным знаком «За трудовую доблесть в девятой пятилетке»
В 1979 году завод включал восемь цехов (четыре электросталеплавильных, прокатный, термический, кузнечный и кузнечно-прессовый).
В 1980 году на заводе был введён в строй первый в СССР комплекс по производству быстрорежущей стали методом порошковой металлургии. Причём «Днепроспецсталь» и сегодня по-прежнему является единственным в СНГ производителем металла порошковым методом, конкурируя лишь с Австрией, Швецией и США.
В 1982 году завод «Днепроспецсталь» был награждён орденом Октябрьской революции.
В 1987 году завод освоил технологию газо-кислородного рафинирования при плавке нержавеющей стали.

### После 1991
В 90-х годах «Днепроспецсталь» перешла в подчинение независимой Украины. В 1992—1998 года предприятие пережило значительный спад объёмов производства и номенклатуры выплавляемых сталей.
С августа 1997 года по 4 марта 2015 года завод был в списке предприятий, имеющих стратегическое значение для экономики и безопасности Украины.
18 января 2000 года Кабинет министров Украины принял постановление № 68, которое предусматривало приватизацию завода «Днепроспецсталь» в течение года.
В 2000 году положение завода стабилизировалось. В конце 2000 года на участке переработки отходов из шлаковых терриконов завода «Днепроспецсталь» были установлены новые ленточные конвейеры длиной 80 метров, изготовленные НПП «Мехпромтранс».
Осенью 2004 года на «Днепроспецсталь» было освоено производство новой продукции — завод стал единственным предприятием Украины, способным выпускать трёхгранные полосы из инструментальной стали (заготовки для изготовления инструмента).
Весной 2005 года «Днепроспецсталь» освоил электрошлаковый переплав коррозионностойкой хромоникелевой стали слитком массой около 6 тонн для использования в агрессивных средах.
В конце 2005 года кузнечно-прессовой цех завода освоил производство поковок переменного сечения, дисков диаметром до 1000 мм и валов из жаропрочных сплавов для деталей газотурбинных двигателей.
В октябре 2006 года в ходе обновления средств производства на заводе были установлены и введены в эксплуатацию пресс-ножницы производства французской компании AKROS.
В декабре 2006 года на предприятии началось внедрение единой информационной системы управления производством.
Начавшийся в 2008 году экономический кризис и вступление Украины в ВТО в мае 2008 года осложнили положение завода. Во втором полугодии 2008 года завод сократил объёмы производства и завершил 2008 год с убытками в размере 203,63 млн гривен, в 2009 году сокращение объёмов производства продолжалось (убытки за 2009 год составили 117,27 млн гривен), однако с начала 2010 года положение предприятия стабилизировалось и выпуск продукции был увеличен. 2010 год завод завершил с прибылью 57,3 млн гривен. За 2011 год доход завода составил 57,348 млн гривен, чистая прибыль — 6,39 млн гривен.
В апреле-мае 2012 года в сталеплавильном цехе № 3 (СПЦ-3) были установлены и 11 мая 2012 — введены в эксплуатацию пылегазоочистные сооружения для отбора и фильтрации выбросов от дуговых печей производства турецкой компании «CVS Makina». Также, в 2012 году после реконструкции был запущен цех по производству ферромолибдена.
2012 год завод завершил с убытком 176,24 млн гривен. В 2013 году положение предприятия укрепилось, прибыль завода составила в этом году 7,49 млн гривен.
В июне 2014 в Запорожье был освоен малосерийный выпуск бронежилетов. Сталь для них изготовил завод «Днепроспецсталь», прокат пластин осуществил комбинат «Запорожсталь», окончательную обработку выполнил инструментальный завод им. Войкова, а сборку производила фирма «Селена». В августе 2014 года 50 бронежилетов были заказаны для военнослужащих 92-й отдельной механизированной бригады, ещё одна партия бронежилетов была изготовлена для 55-й отдельной артиллерийской бригады украинской армии. В государственный заказ бронежилеты запорожского производства включены не были, но их изготовление продолжалось до конца августа 2014.
Убыток завода за 2014 год составил 880,65 млн гривен.
В январе-июле 2015 года объёмы производства сократились на 10 %.

## Объёмы производства
2020 год:
Сталь — 255 тыс. т
Прокат — 154 тыс. т
Прокат из конструкционной легированной стали — 55 тыс. т
Прокат из инструментальной стали — 17 тыс. т
Прокат из нержавеющей стали — 51 тыс. т

## Современное[уточнить]состояние
Предприятие производит сертифицированную металлопродукцию из нержавеющих, инструментальных, быстрорежущих, подшипниковых, легированных, конструкционных марок стали, а также из жаропрочных сплавов на основе никеля.
Днепроспецсталь производит более 800 марок стали и сплавов и более 1000 различных профилей проката.
Сталеплавильное производство предприятия представлено тремя электросталеплавильными цехами, оснащёнными открытыми восемью основными дуговыми электропечами ёмкостью от 30 до 60 тонн, двумя индукционными печами ёмкостью 7 тонн, агрегатом газокислородного рафинирования, а также печами электрошлакового и вакуумно-дугового переплавов емкостью (1-20) и (1-6) тонн, соответственно.
Для получения металла с высокими качественными характеристиками, сталь, выплавленная в открытой дуговой печи, обрабатывается на установке «печь-ковш», а также подвергается вне печному вакуумированию. Дуплекс-процесс позволяет выплавлять коррозионностойкую нержавеющую сталь с низким содержанием углерода. (Дуплекс-процесс представляет собой выплавку стали в открытой дуговой печи с газокислородным рафинированием).
Более 20 лет завод производит инструментальную и быстрорежущую сталь методом порошковой металлургии. Выплавка металла производится в индукционной печи емкостью 7 т, а применяемые в производстве методы холодного и горячего изостатического прессования при температуре 1100—1150 °С и давлении 1000 атм (процесс ASEA — STORA) позволяют получать металл с однородной структурой без следов карбидной сетки.
Прокатное производство
Прокатный цех оснащен обжимно-заготовочным станом «1050/950» и сортовыми станами «550», «325» и «280». Днепроспецсталь производит круглый прокат диаметром 8-250 мм, квадратный прокат со стороной 10-250 мм, квадратную заготовку, блюмы.
Квадратная заготовка и блюмы поставляются с абразивной зачисткой поверхности. На сортовых станах освоено производство полосовых, шестигранных профилей и профилей специального назначения, прокатывается широкий марочный сортамент, в том числе жаропрочные сплавы легированные никелем и быстрорежущая сталь.
В калибровочном цехе производится холоднотянутая сталь, прутки со специальной отделкой поверхности из конструкционных, подшипниковых, инструментальных, быстрорежущих и нержавеющих марок стали.
Производство проката со специальной отделкой поверхности производится в цехе адъюстажной обработки на оборудовании
фирм «Landgraf» (Италия), «SMS» (Германия) и «CMS» (Франция).
Кузнечно-прессовое производство
Кузнечно-прессовый цех производит сортовые крупногабаритные поковки из различных марок стали. В нём установлены гидравлические прессы с номинальным усилием 60 и 32 МН, оснащенные манипуляторами грузоподъемностью соответственно 10 и 5 тонн. Имеются
участки для термообработки, правки и отделки поковок, а также для ультразвукового контроля качества продукции.
Термообработка
В термическом цехе и на соответствующих участках передельных цехов выполняются различные виды отжига металлопродукции, нормализация, закалка аустенитной нержавеющей стали, термоулучшение проката и поковок из конструкционной и нержавеющей стали.

## Отражение в культуре и искусстве
Завод «Днепроспецсталь» показан в художественном кинофильме «Весна на Заречной улице» (1956).

## Литература

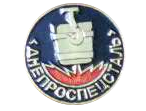
Значок